# Vanquish in Vengeance
Vanquish in Vengeance è il nono album in studio del gruppo musicale death metal Incantation, pubblicato nel 2012 dalla Listenable Records.

## Tracce
1. Invoked Infinity – 3:17
2. Ascend into the Eternal – 4:34
3. Progeny of Tyranny – 3:45
4. Transcend into Absolute Dissolution – 6:49
5. Haruspex – 3:56
6. Vanquish in Vengeance – 3:15
7. Profound Loathing – 8:02
8. The Hellions Genesis – 4:17
9. From Hollow Sands – 3:09
10. Legion of Dis – 11:17

## Formazione
- John McEntee - voce, chitarra
- Alex Bouks - chitarra
- Chuck Sherwood - basso
- Kyle Severn - batteria (turnista)